# Herb Trinity
Herb Trinity – symbol heraldyczny Trinity, jednego z okręgów administracyjnych (zwanych parish-ami) znajdującego się na wyspie Jersey, jednej z Wysp Normandzkich.
Przedstawia na tarczy w polu zielonym srebrną Tarczę Trójcy Świętej (łac. Scutum Fidei).
Herb przyjęty został w 1921 lub 1923 roku.
Tarcza Trójcy Świętej znajdująca się w herbie nawiązuje do wezwania kościoła w Trinity. 
Wizerunek herbu Trinity widnieje na okolicznościowych monetach o nominale jednego funta Jersey.